# La voglia la pazzia l'incoscienza l'allegria
La voglia la pazzia l'incoscienza l'allegria (em português: O desejo, a insanidade, a inconsciência, a alegria) é um álbum que contém uma coleção de algumas das canções da bossa nova, escrito por alguns dos maiores nomes da música brasileira como Antonio Carlos Jobim, Chico Buarque, Toquinho e Vinicius, cantada em italiano.
O disco foi gravado no Fonit Cetra Estudos de Roma, entre 1 e 9 de Abril, por Ornella com Vinicius e Toquinho.
Na Itália, o disco atinge o sexto lugares para vendas na classificação e entra na lista dos 100 mais belos discos italianos de todos os tempos,para o número 76, segundo a revista Rolling Stone Italia.

## Faixas do álbum
Todas as letras são do Vinícius de Moraes, e foram traduzidas para o italiano por Sergio Bardotti, e a música de Toquinho, exceto onde indicado.
1. La rosa spogliata (A rosa desfolhada) - 2:50
2. Samba della Rosa (Samba da rosa)  - 2:58
3. Samba in preludio (Samba em prelúdio) - 3:46 (Sergio Bardotti - Vinícius de Moraes, Baden Powell de Aquino)
4. Anema e core - 1:38 (Tito Manlio - Salve D'Esposito)
5. La voglia la pazzia (Se ela quisesse)  - 2:52
6. Semaforo rosso (Sinal fechado)- 1:55 (Sergio Bardotti - Paulinho da Viola)
7. Assenza (Ausência) - 0:30 (Vinícius de Moraes); recitativo
8. Io so che ti amerò (Eu Sei que Vou Te Amar) - 3:52 (Sergio Bardotti - Vinícius de Moraes, Antônio Carlos Jobim)
9. Un altro addio (Mais um adeus)  -  3:47
10. L'assente (O ausente) (Vinícius de Moraes); recitativo acompanhado com guitarra -  0:58
11. Accendi una luna nel cielo (Acende uma lua no céu) -  1:39
12. Samba per Vinicius (Samba pra Vinicius) -  2:38 (Sergio Bardotti - Chico Buarque de Hollanda, Toquinho)

## Outras edições
Em 1977 para o mercado brasileiro é também emitido um extended play na etiqueta RCA Victor, com algumas canções, tiradas do LP, tais como: Samba della Rosa, Senza Paura, Assenza, Io So Che Ti Amerò, La Voglia La Pazzia.
Em 2009, este registo foi incluído na escolha da série "Club of the 496". Esta é uma selecção muito precisa do álbum  internacionais de vinilo, reimpresso em apenas 496 cópias de empresa japonesa Audiophilie Production, para a série "Signoricci Vinyl".